# Ранчо любви
«Ранчо любви» (англ. Love Ranch) — американская комедийная мелодрама Тейлора Хэкфорда. Главные роли исполнили Хелен Миррен и Джо Пеши.
Фильм повествует о супружеской паре, владеющей первым легальным публичным домом в США — Ранчо мустанга. В фильме также упоминается загадочная смерть известного аргентинского боксёра Оскара Бонавена, случившаяся в борделе.
Премьера киноленты состоялась 30 июня 2010 года в США и Канаде.

## Сюжет
Фильм основан на реальных событиях: 1972 году в штате Невада супруги Джо и Салли Конфорте открыли легальный публичный дом «Ранчо мустанга».
Сюжет развивается вокруг истории первого легального публичного дома. Главные герои: супружеская пара Грейс Бонтемпо и Чарли Бонтемпо.
Чарли Бонтемпо работает с клиентами, а Грейс Бонтемпо с персоналом. У мужа уголовное прошлое и тяжёлый характер, но он мечтает о карьере и считает, что публичный дом поможет ему в этом. Жена ведёт дела и старается быстро решать все возникающие конфликты, при том что «Ранчо любви» постоянно находится под прессингом Налоговой службы (Internal Revenue Service) и ультрарелигиозно настроенных личностей.
Чарли становится главным менеджером аргентинского боксера Армандо Бруза и пытается устроить ему бой с Али. Но в момент главной сделки Чарли узнаёт, что у его жены Грейс рак последней степени.

## В ролях
- Хелен Миррен — Грейс Бонтемпо
- Джо Пеши — Чарли Бонтемпо
- Серджо Перис-Менчета — Армандо Бруза
- Тэрин Мэннинг — Мэллори
- Джина Гершон — Ирэн
- Бай Линг — Саманта
- Элиз Нил — Алана
- Мелора Уолтерс — Жанель
- Скаут Тейлор-Комптон — Кристина
- Брайан Крэнстон — Джеймс Петтис
- Рик Гомес — Том Мэйси
- Майк Коннор Гейни — Уоррен Штамп
- Гил Бирмингем — Джонни Кортес
- Эмили Риос — Мунеса
- Мелора Уолтерс — Дженел
- Рауль Трухильо — Эрнан Прадо

## Критика
Фильм получил в основном негативные отзывы: на агрегаторе Rotten Tomatoes лента имеет рейтинг одобрения, составленный на основе 52 рецензий, 13 % и средний балл 3,7 из 10. Консенсус кинокритиков звучит так: «Несмотря на изумительную Хелен Миррен, Ранчо любви невообразимо вялый». На Metacritic фильм получил среднюю оценку 37 из 100, основанную на 23 отзывах.